# Liste der Biografien/Meyl
Liste der Biografien |
Portal Biografien |
Personensuche
# |
A |
B |
C |
D |
E |
F |
G |
H |
I |
J |
K |
L |
M |
N |
O |
P |
Q |
R |
S |
T |
U |
V |
W |
X |
Y |
Z |
?
 
Ma |
Mb |
Mc |
Md |
Me |
Mf |
Mg |
Mh |
Mi |
Mj |
Mk |
Ml |
Mm |
Mn |
Mo |
Mp |
Mq |
Mr |
Ms |
Mt |
Mu |
Mv |
Mw |
Mx |
My |
Mz
 
Mea–Mee |
Mef |
Meg |
Meh |
Mei |
Mej |
Mek |
Mel |
Mem |
Men |
Meo |
Mep |
Mer |
Mes |
Met |
Meu |
Mev |
Mew |
Mex |
Mey |
Mez
 
Meyb |
Meyd |
Meye |
Meyf |
Meyg |
Meyh |
Meyi |
Meyj |
Meyk |
Meyl |
Meyn |
Meyo |
Meyp |
Meyr |
Meys |
Meyt |
Meyz
Die Liste der Biografien führt alle Personen auf, die in der deutschsprachigen Wikipedia einen Artikel haben. Dieses ist eine Teilliste mit 12 Einträgen von Personen, deren Namen mit den Buchstaben „Meyl“ beginnt.

## Meyl
- Meyl, Konstantin (* 1952), deutscher Elektroniker und Energietechniker und Professor für Leistungselektronik

### Meyla
- Meylaerts, Reine (* 1965), belgische Translatologin
- Meylan, Charles (1868–1941), Schweizer Myko-, Licheno- und Bryologe
- Meylan, Elisabeth (* 1937), Schweizer Schriftstellerin
- Meylan, Henri (1900–1978), Schweizer evangelischer Theologe und Hochschullehrer
- Meylan, René (1929–2000), Schweizer Politiker (SP)
- Meyländer genannt Rogalla von Bieberstein, Ludwig (1873–1940), Gutsbesitzer und preußischer Politiker

### Meyle
- Meyle, Gregor (* 1978), deutscher MusikerGregor Meyle (* 1978)

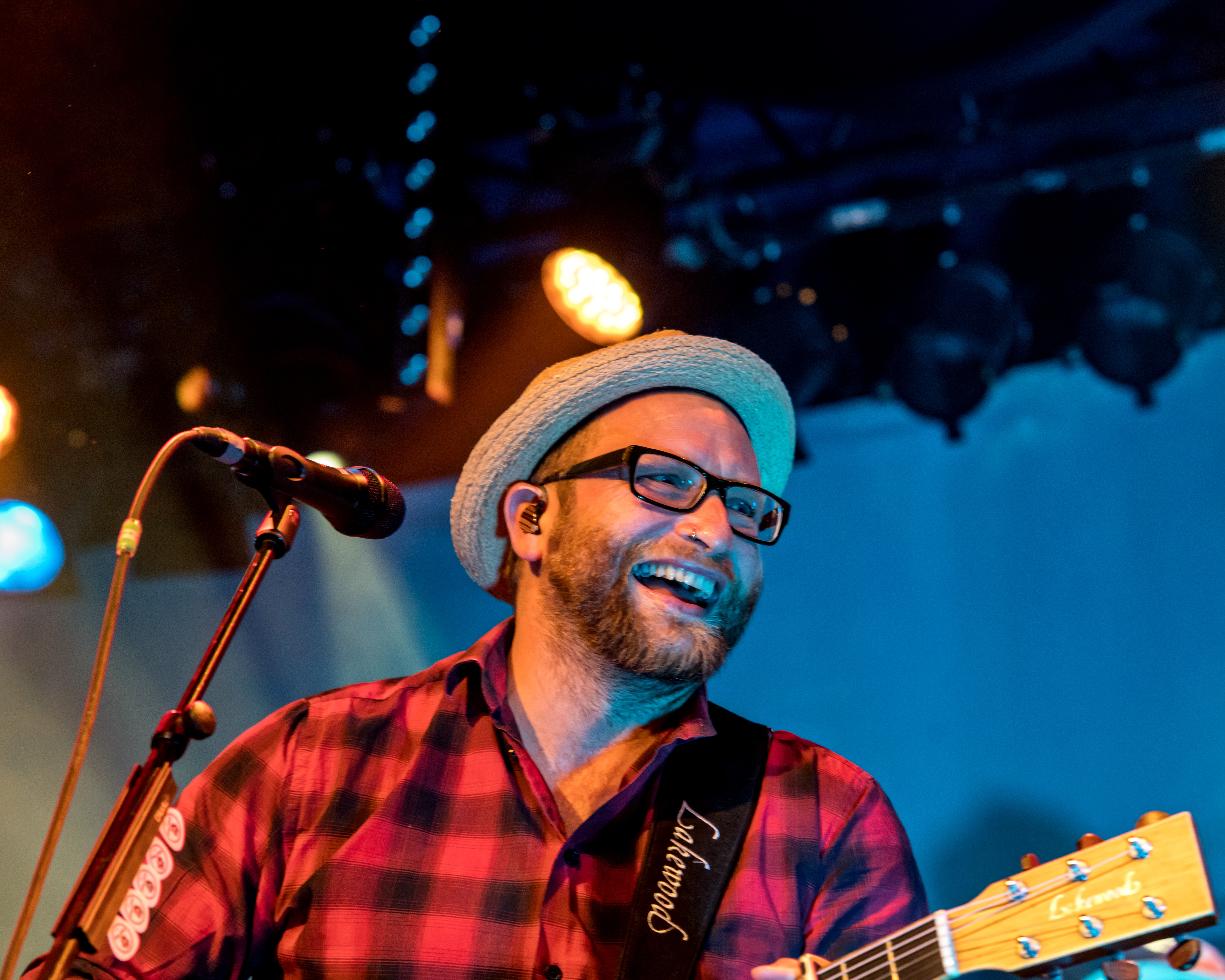
Gregor Meyle (* 1978)

- Meyle, Paul (1900–1977), deutscher Politiker (FDP), Oberbürgermeister der Stadt Heilbronn (1948–1967), MdL
- Meylemans, Kim (* 1996), deutsch-belgische Skeletonpilotin
- Meyler, David (* 1989), irischer Fußballspieler

### Meyli
- Meylink, Boaz (* 1984), niederländischer Ruderer